# 苹果开发者
苹果开发者（Apple Developer），是苹果公司是开发者社区网络，为他们提供macOS、tvOS、watchOS和iOS平台软件开发的相关资源